# Komuna e Barmashit
Komuna e Barmashit är en kommun i Albanien.   Den ligger i prefekturen Qarku i Korçës, i den sydöstra delen av landet, 130 km sydost om huvudstaden Tirana.
Trakten runt Komuna e Barmashit består till största delen av jordbruksmark.  Runt Komuna e Barmashit är det glesbefolkat, med 17 invånare per kvadratkilometer.